# Zapata (estación)
Zapata es una de las estaciones que forman parte del Metro de la Ciudad de México, es la correspondencia de la Línea 3 y la Línea 12. Se ubica al sur de la Ciudad de México, en la alcaldía Benito Juárez.

## Información general
El nombre de la estación lo toma de la avenida Emiliano Zapata, donde se sitúa la estación. La imagen de la estación representa el contorno del busto del caudillo militar revolucionario Emiliano Zapata Salazar, con su característico sombrero.
Desde agosto de 1980, hasta agosto de 1983, esta estación funcionó como terminal de la línea 3 del Metro durante su quinta etapa de ampliación antes de ampliarse a su actual terminal Universidad.
La estación de la Línea 12 permaneció cerrada desde el 4 de mayo de 2021 hasta el 15 de enero de 2023 debido al desplome que ocurrió en la interestación Tezonco-Olivos y que dejara un saldo de 27 fallecidos y 80 heridos.

### Afluencia
La siguiente tabla presenta la afluencia de la estación en el año 2014, organizados en días laborales, fines de semana y días festivos.
| Día           | Afluencia promedio |
| ------------- | ------------------ |
| Laboral       | 9 457              |
| Fin de semana | 6 278              |
| Día festivo   | 4 542              |

Las siguientes tablas muestran la afluencia de la estación (por línea) en los últimos 10 años:
| Afluencia Anual de Pasajeros (Línea 3) | Afluencia Anual de Pasajeros (Línea 3) | Afluencia Anual de Pasajeros (Línea 3) | Afluencia Anual de Pasajeros (Línea 3) | Afluencia Anual de Pasajeros (Línea 3) | Afluencia Anual de Pasajeros (Línea 3) |
| -------------------------------------- | -------------------------------------- | -------------------------------------- | -------------------------------------- | -------------------------------------- | -------------------------------------- |
| Año                                    | Afluencia                              | A Diario                               | Ranking                                | Incremento                             | Ref.                                   |
| 2023                                   | 7,054,505                              | 19,327                                 | 56°/187                                | -34.98%                                | [ 1 ]                                  |
| 2022                                   | 10,850,515                             | 29,727                                 | 20°/175                                | +57.04%                                | [ 4 ]                                  |
| 2021                                   | 6,909,278                              | 18,929                                 | 27°/195                                | +45.42%                                | [ 5 ]                                  |
| 2020                                   | 4,751,341                              | 12,981                                 | 65°/195                                | -47.37%                                | [ 6 ]                                  |
| 2019                                   | 9,027,192                              | 24,732                                 | 57°/195                                | +2.47%                                 | [ 7 ]                                  |
| 2018                                   | 8,809,512                              | 24,135                                 | 60°/195                                | -7.17%                                 | [ 8 ]                                  |
| 2017                                   | 9,489,440                              | 25,998                                 | 51°/195                                | -4.51%                                 | [ 9 ]                                  |
| 2016                                   | 9,937,292                              | 27,151                                 | 50°/195                                | -5.89%                                 | [ 10 ]                                 |
| 2015                                   | 10,559,472                             | 28,930                                 | 47°/195                                | +0.36%                                 | [ 11 ]                                 |
| 2014                                   | 10,521,875                             | 28,827                                 | 47°/195                                | -10.33%                                | [ 12 ]                                 |

| Afluencia Anual de Pasajeros (Línea 12) | Afluencia Anual de Pasajeros (Línea 12) | Afluencia Anual de Pasajeros (Línea 12) | Afluencia Anual de Pasajeros (Línea 12) | Afluencia Anual de Pasajeros (Línea 12) | Afluencia Anual de Pasajeros (Línea 12) |
| --------------------------------------- | --------------------------------------- | --------------------------------------- | --------------------------------------- | --------------------------------------- | --------------------------------------- |
| Año                                     | Afluencia                               | A Diario                                | Ranking                                 | Incremento                              | Ref.                                    |
| 2023                                    | 3,221,757                               | 8,826                                   | 127°/187                                | X                                       | [ 13 ]                                  |
| 2022                                    | 0                                       | 0                                       | X                                       | -100.00%                                | [ 14 ]                                  |
| 2021                                    | 895,128                                 | 2,452                                   | 182°/195                                | -64.83%                                 | [ 15 ]                                  |
| 2020                                    | 2,545,005                               | 6,953                                   | 135°/195                                | -50.94%                                 | [ 6 ]                                   |
| 2019                                    | 5,187,865                               | 14,213                                  | 125°/195                                | +0.82%                                  | [ 16 ]                                  |
| 2018                                    | 5,145,693                               | 14,097                                  | 125°/195                                | +4.87%                                  | [ 8 ]                                   |
| 2017                                    | 4,906,836                               | 13,443                                  | 125°/195                                | +9.81%                                  | [ 17 ]                                  |
| 2016                                    | 4,468,452                               | 12,208                                  | 135°/195                                | +15.19%                                 | [ 18 ]                                  |
| 2015                                    | 3,879,253                               | 10,628                                  | 133°/195                                | +4.23%                                  | [ 19 ]                                  |
| 2014                                    | 3,721,709                               | 10,196                                  | 138°/195                                | -2.27%                                  | [ 20 ]                                  |

## Conectividad

### Salidas
- Oriente: Avenida Universidad y Eje 7 Sur Avenida Municipio Libre, Colonia Santa Cruz Atoyac.
- Norponiente: Avenida Universidad y Calle Heriberto Frías, Colonia del Valle Sur.
- Surponiente: Eje 7 Sur Avenida Félix Cuevas y Calle Juan Sánchez Azcona, Colonia del Valle Sur.
- Poniente: Eje 7 Sur Avenida Félix Cuevas y Calle Nicolás San Juan, Colonia del Valle Sur
- CETRAM Zapata (5 salidas).

### Conexiones
Existen conexiones con las estaciones y paradas de diversos sistemas de transporte:
Centro y Estaciones de Transferencia Multimodal (CETRAM)
- CETRAM Zapata.

Metrobús de la Ciudad de México
- Línea 3 del Metrobús de la Ciudad de México (Tenayuca / Pueblo Santa Cruz Atoyac):
  - Pueblo Santa Cruz Atoyac.

Servicio de Transportes Eléctricos de la Ciudad de México
- Línea 3 del Trolebús de la Ciudad de México (Mixcoac / Mueso de Transportes Eléctricos):
  - Zapata.

Red de Transporte de Pasajeros de la Ciudad de México
- Módulo 1 Alcaldía Cuajimalpa:
  - Ruta 120 (San Mateo Tlaltenango-Zapata).
  - Ruta 121-A (San Bartolo Ameyalco-Zapata).
- Módulo 4 Alcaldía Iztapalapa:
  - Ruta 1-D (Mixcoac - Santa Martha).
  - Ruta 52-C (Zapata - Santa Martha).

Corredores Concesionados
- Corredor 6: Eje 8-Iztapalapa (COVISUR) (Barranca del Muerto / Ermita).